# تپه شهر ویرون
تپه شهر ویرون مربوط به دوره اشکانیان - دوره ساسانیان است و در شهرستان کوهدشت، بخش کونانی، دهستان زیر تنگ، ۳/۵ کیلومتری شمال غرب روستای چم برزو واقع شده و این اثر در تاریخ ۲۸ اسفند ۱۳۸۵ با شمارهٔ ثبت ۱۸۴۲۲ به‌عنوان یکی از آثار ملی ایران به ثبت رسیده است.